# Окисне фосфорилювання

Електронтранспортний ланцюг у мітохондрії є місцем окисного фосфорилювання в еукаріотів. НАДН та сукцинат утворюються у циклі Кребса та окислюються, вивільнюючи енергію для АТФ-синтази.

Оки́снювальне фосфорилюва́ння — процес біосинтезу аденозинтрифосфорної кислоти (АТФ) з аденозиндифосфорної кислоти (АДФ) та фосфату неорганічного (Фн) за рахунок енергії окиснення молекул різних органічних речовин у живих клітинах за допомогою спеціальних ферментів або ферментних систем. Є один з найважливіших компонентів клітинного дихання, що приводить до отримання енергії у вигляді АТФ.
Субстратами окислювального фосфорилювання виступають продукти розщеплення органічних сполук — білки, жири та вуглеводи. У процесі реакцій спряженого окислювального фосфорилювання перенос пари електронів та протонів водню через систему дихального ланцюга, за аеробних умов, приводить до утворення трьох молекул АТФ, а перенос пари електронів та протонів за анаеробних умов призводить до утворення однієї молекули АТФ. Завдяки процесам окислювального фосфорилювання енергія окисних процесів трансформується у енергію зв'язків макроенергічних сполук.
Окисне фосфорилювання може бути пов'язане безпосередньо з окиснювальним перетворенням тієї чи іншої органічної молекули, яке називають субстратним фосфорилюванням (відбувається при гліколізі або в циклі трикарбонових кислот).
На рівні дихального ланцюга мітохондрій, синтез АТФ здійснюється ферментним комплексом — АТФ-синтетазою, яка може каталізувати і зворотну реакцію — розщеплення АТФ з виділенням енергії. Робота дихального ланцюга мітохондрій клітини пов'язана з переносом електронів уздовж, а протонів — через внутрішню мембрану, яка містить низку ферментів оксидоредуктаз, а також допоміжні фактори, до кисню — кінцевого акцептору відновних еквівалентів (е та Н+) — з утворенням води. Відновні еквіваленти надходять від відновлених форм коферментів (часто від НАД·Н) та поступово пересуваються уздовж дихального ланцюга від більш електронегативної ланки до більш електропозитивної; при цьому на деяких ділянках ланцюга енергія окиснення використовується АТФ-синтетазою для утворення АТФ. Останнє відбувається при перенесенні протонів із міжмембранного простору мітохондрій через АТФ-синтетазу назад до матриксу.
Роз'єднувачі окисного фосфорилювання сприяють витрачанню протонного потенціалу в обхід АТФ-синтетази; вони є переносниками протонів, катіонів або інших іонів через мембрану і поділяються на протонофори та інші іонофори. До перших належать 2,4-динітрофенол, похідні бензимідазолу та фенілгідразону, а також саліцилати, дикумарин, фенілін тощо. Іонофори здатні зв'язувати певні іони (К+, Na+ та ін.) і переносити їх через мембрани, порушуючи їх ізолюючий бар'єр. Антибіотик валіноміцин утворює з іонами К+ комплекс, який легко проходить через внутрішню мембрану мітохондрій.